# 578622 Fergezsuzsa
578622 Fergezsuzsa è un asteroide della fascia principale. Scoperto nel 2012, presenta un'orbita caratterizzata da un semiasse maggiore pari a 3,026510 UA e da un'eccentricità di 0,264769, inclinata di 10,385978° rispetto all'eclittica.